# 368 Haidea
368 Haidea este un asteroid din centura principală, descoperit pe 19 mai 1893, de Auguste Charlois.